# 앤드루 J. 웨스트
앤드루 제임스 웨스트(Andrew James West, 1983년 11월 22일 ~ )는 미국의 배우이다.